# Pilatus PC-24
Il Pilatus PC-24 è un business jet bimotore dell'azienda svizzera Pilatus Aircraft. Il 21 maggio 2013, il velivolo è stato presentato al pubblico e l'11 maggio 2015 ha effettuato il primo volo. La sua entrata in servizio è avvenuta nell'aprile 2018.

## Storia del progetto
Negli anni novanta la Pilatus lanciò sul mercato il PC-12, un aereo da trasporto leggero  monomotore turboelica. Il successo commerciale riscontrato dal PC-12 spinse la società ad intraprendere una ricerca di mercato al fine di individuare un velivolo complementare con cui poter allargare la propria offerta, così inizio a raccogliere feedback da parte dei propri clienti. Attraverso le loro risposte all'indagine di mercato, i clienti hanno espresso il desiderio di disporre di un aeromobile veloce che mantenesse intatti i punti di forza molto apprezzati del PC-12, come la possibilità di operare in piste molto corte. Sulla base delle richieste dei clienti, Pilatus iniziò lavorare sul nuovo velivolo nel 2007. Lo sviluppo è stato finanziato interamente con i fondi interni della società, con una spesa complessiva di 500 milioni di franchi svizzeri.
La società decise che il nuovo prodotto, denominato PC-24, doveva disporre di una propulsione a getto, per questa ragione si decise di impiegare una coppia di motori Williams FJ44; si tratta del primo velivolo turbofan ideato dal produttore svizzero. Oltre al tipo di propulsione, sono state sviluppate altre caratteristiche specifiche per questo modello, ad esempio Pilatus e Honeywell hanno cooperato per sviluppare l'Advanced Cockpit Environment, un particolare glass cockpit che diminuisce il carico di lavoro per il pilota, in questo modo il velivolo può essere pilotato da una sola persona.
Il PC-24 è stato presentato al pubblico il 21 maggio 2013 durante l'European Business Aviation Convention & Exhibition di Ginevra.
Il 1º agosto del 2014, giorno della festa nazionale svizzera, è avvenuta la cerimonia di roll-out del P01, il primo di tre prototipi. Ognuno di questi prototipi assolve uno specifico ruolo all'interno del programma di sviluppo, il P01 (codice di registrazione HB-VXA) è destinato ai test di volo, il P02 (codice di registrazione HB-VXB) è impiegato per sviluppare l'avionica, mentre il P03 (HB-VSA) beneficerà dei miglioramenti studiati negli altri due prototipi in modo da rappresentare come sarà il velivolo una volta entrato in produzione.
Il primo volo era originariamente previsto per il 2014, ma venne rinviato. L'11 maggio 2015, il P01 ha effettuato il suo primo volo di prova presso l'aeroporto di Buochs, in Svizzera, per una durata totale di 55 minuti.
Il 16 novembre del 2015 il P02 ha effettuato il suo primo volo, durato 82 minuti. In quella stessa data è stato comunicato che il P01 aveva effettuato, durante i test, 87 voli di prova per un totale di 143 ore di volo. La società ha deciso di testare il P02 anche negli Stati Uniti d'America e in Canada, in modo da sottoporre le apparecchiature a diverse analisi e certificazioni insieme ad alcuni fornitori.

## Tecnica

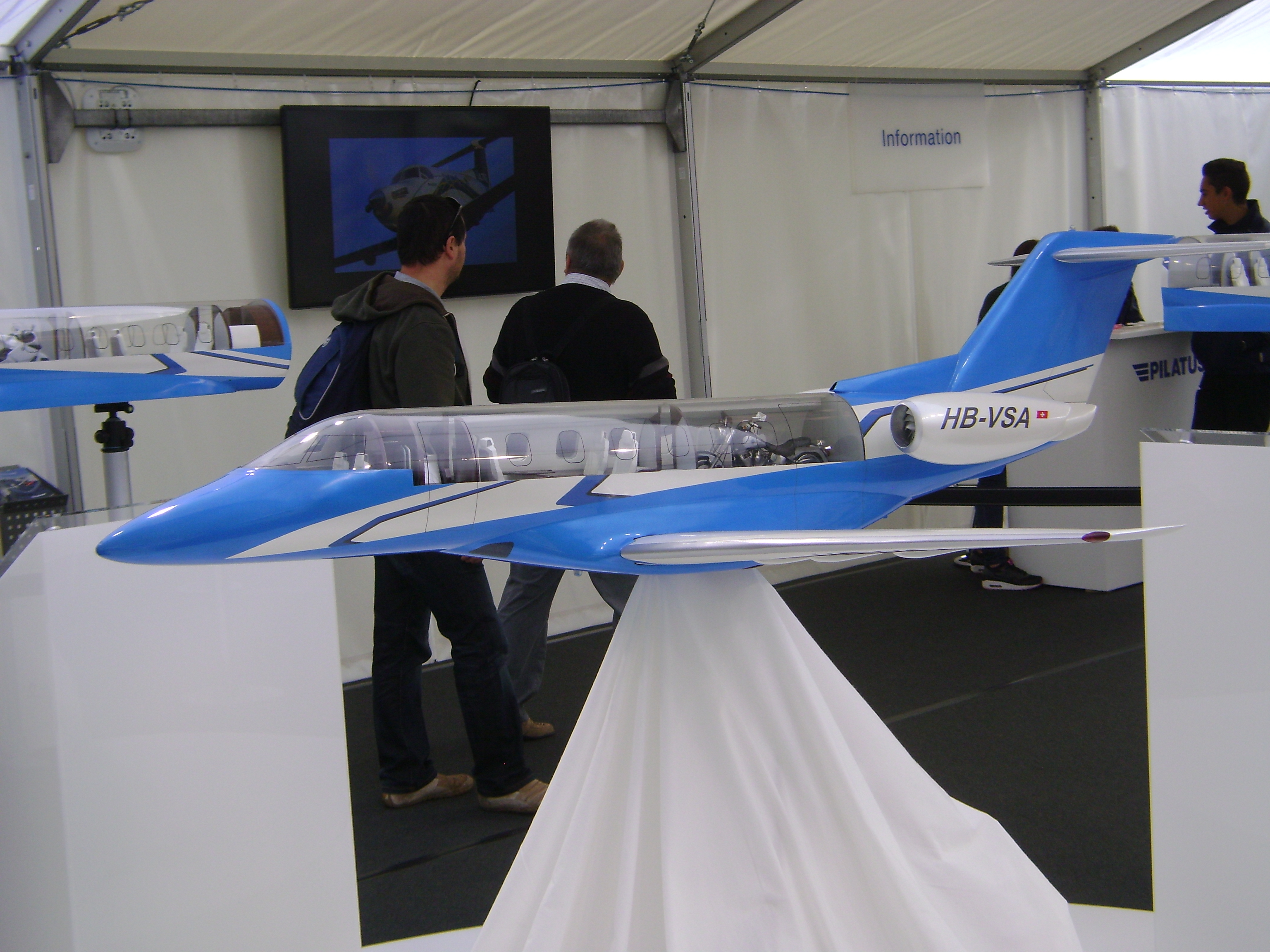
Modello in scala del PC-24.

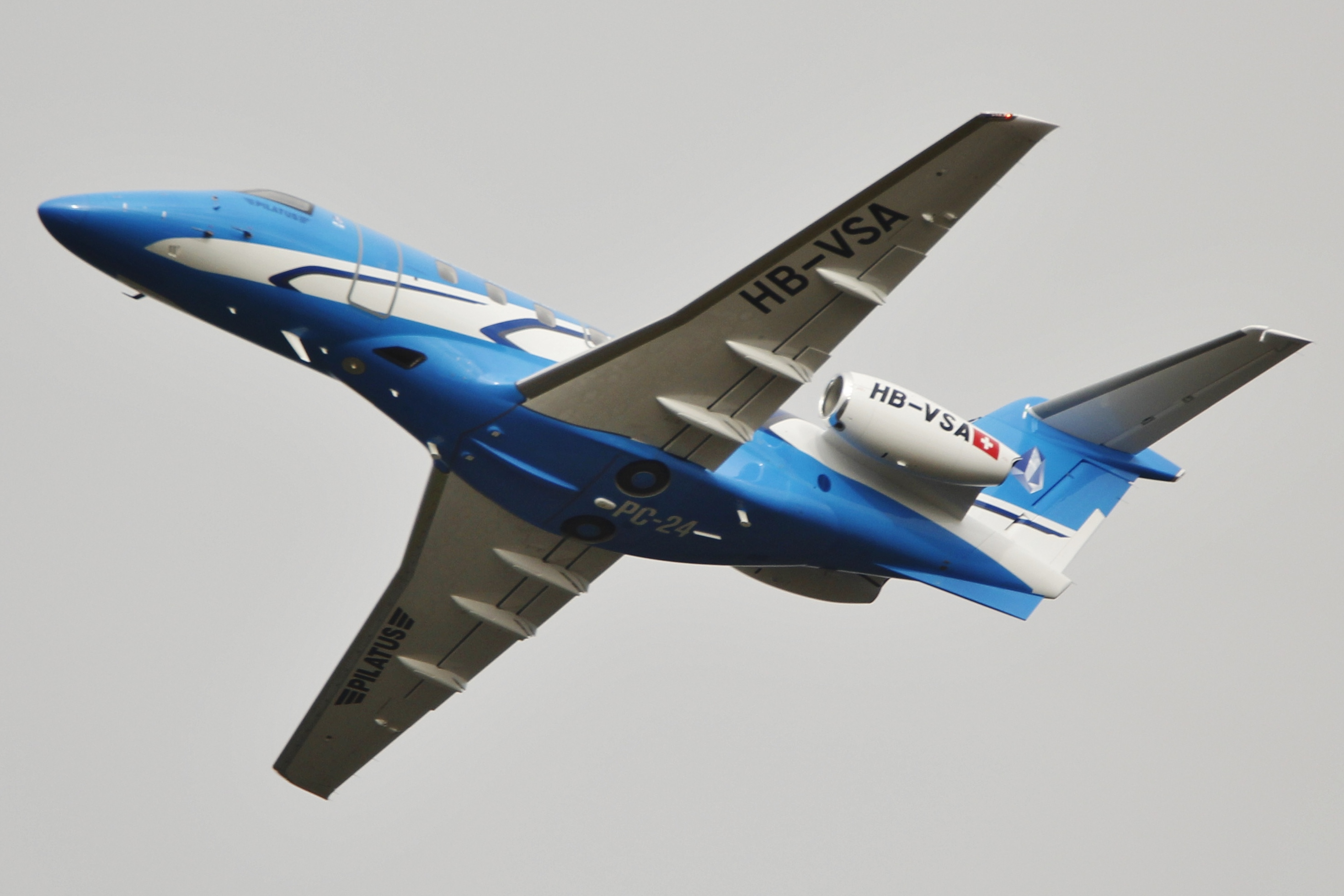
Vista dal basso di un PC-24.

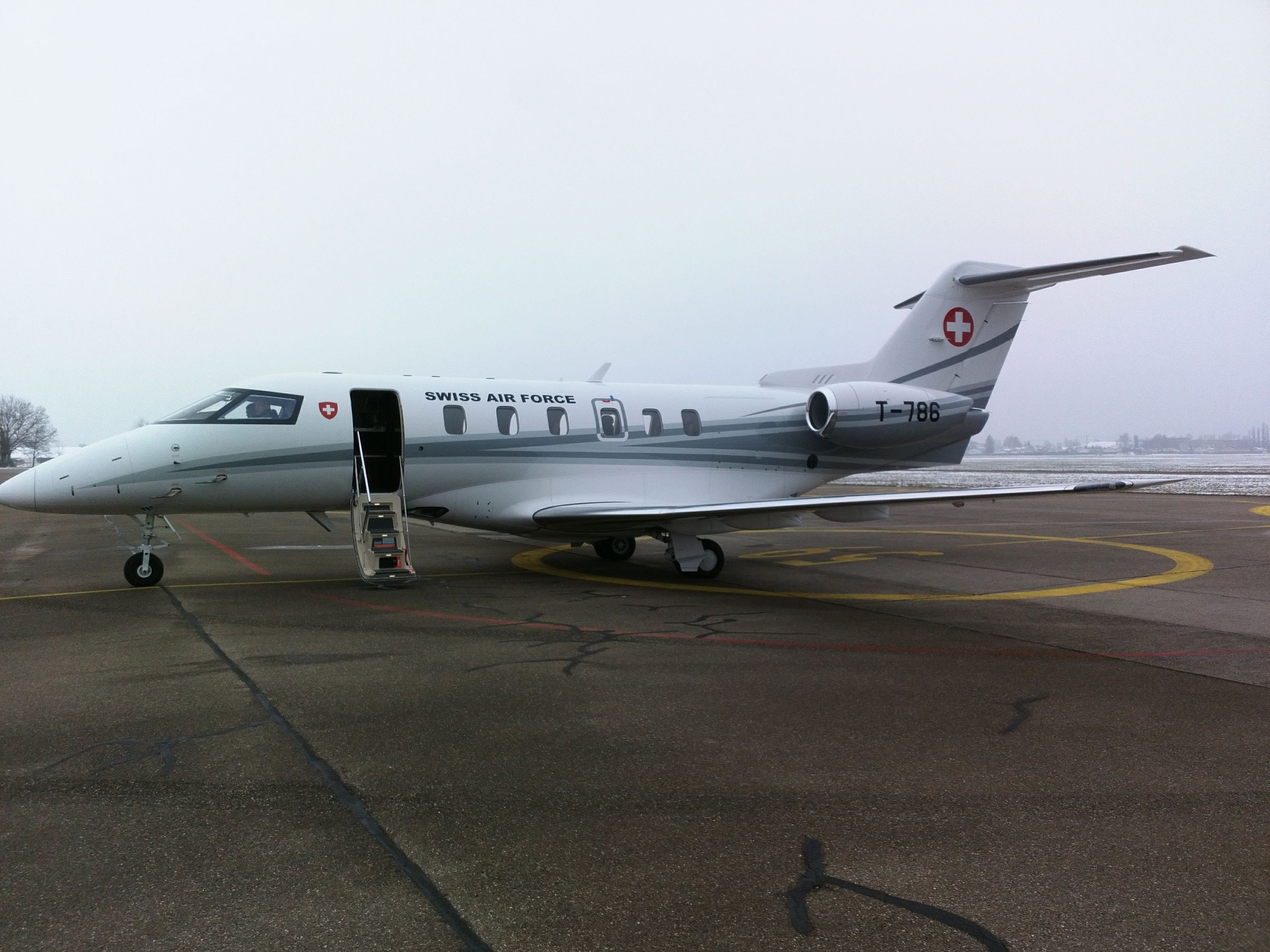
PC-24 T-786 Swiss Air Force

Il PC-24 è un velivolo di dimensioni maggiori rispetto al PC-12. È considerato un velivolo a decollo ed atterraggio corto (STOL), in quanto può operare su piste molto corte e non preparate. Per raggiungere questo risultato i progettisti hanno studiato un nuovo design delle ali e altre migliorie che conferiscono all'aeromobile una velocità di stallo di 81 nodi con il peso massimo d'atterraggio.  Secondo il produttore il velivolo necessita di 820 m (2 690 ft) per il decollo e una distanza per l'atterraggio di 770 m (2 526 ft). È stato progettato per poter essere impiegato in piste non asfaltate, semipreparate e piste in erba. Secondo la Pilatus nessun altro business jet dispone di simili caratteristiche e questo dà al jet l'accesso ad oltre 21.000 aeroporti, il doppio, sempre secondo il produttore, rispetto alle piste asfaltate utilizzabili da aerei simili.
La fusoliera può ospitare un lussuoso interno provvisto di accessori moderni per il comfort e la funzionalità. La cabina è progettata per fornire una sistemazione di prima classe per i passeggeri e l'equipaggio, inoltre è progettata per facilitare una rapida riconfigurazione: i sedili possono essere installati o rimossi in pochi minuti. Le caratteristiche di flessibilità della cabina consentono un'ambia gamma di configurazioni, tra cui una con sei posti e (compresa una zona bagagli considerevolmente ampia), una versione "combi" con quattro posti e un'ampia superficie di carico e una versione senza posti a sedere, con la cabina interamente dedicata al carico merci.
Una caratteristica inusuale di questo velivolo è il portellone di carico posto sulla fiancata, installato su ogni modello. Secondo la Pilatus, il PC-24 sarà il primo business jet ad essere dotato di questo standard. Lo sportello di carico offre l'accesso diretto al vano bagagli riscaldato e completamente pressurizzato. Sia la porta che il vano bagagli sono in grado di ospitare un pallet di dimensioni standard, inoltre il vano è stato posto in prossimità del baricentro dell'aereo per ridurre al minimo l'impatto di carichi pesanti.
La cabina di pilotaggio è stata progettata per ridurre e rendere efficiente il lavoro del pilota. Commercializzato come Advanced Cockpit Environment (ACE), il cockpit è composto da quattro schermi a cristalli liquidi (LCD) da 12 pollici in cui vengono proiettate le informazioni. Pilatus e Honeywell, che hanno sviluppato l'apparato, hanno impiegato soluzioni già usate sul PC-12, oltre ad altre studiate appositamente per questo velivolo.
Il PC-24 è alimentato da due motori turboventola Williams FJ44-4A. Il velivolo non necessita di un auxiliary power unit (APU), infatti una caratteristica unica della turboventola FJ44 è quella di fornire energia elettrica anche quando l'aeromobile rimane a terra tramite una modalità denominata dal produttore Quiet Power Mode. I motori sono montati sulla parte superiore della sezione posteriore della fusoliera, per impedire i danni da oggetti estranei durante le operazioni su piste di atterraggio non preparate. I condotti di scarico dei motori presentano una modifica aerodinamica, essendo sagomati in modo che il deflusso contribuisca alla spinta in fase del decollo.

## Impiego operativo

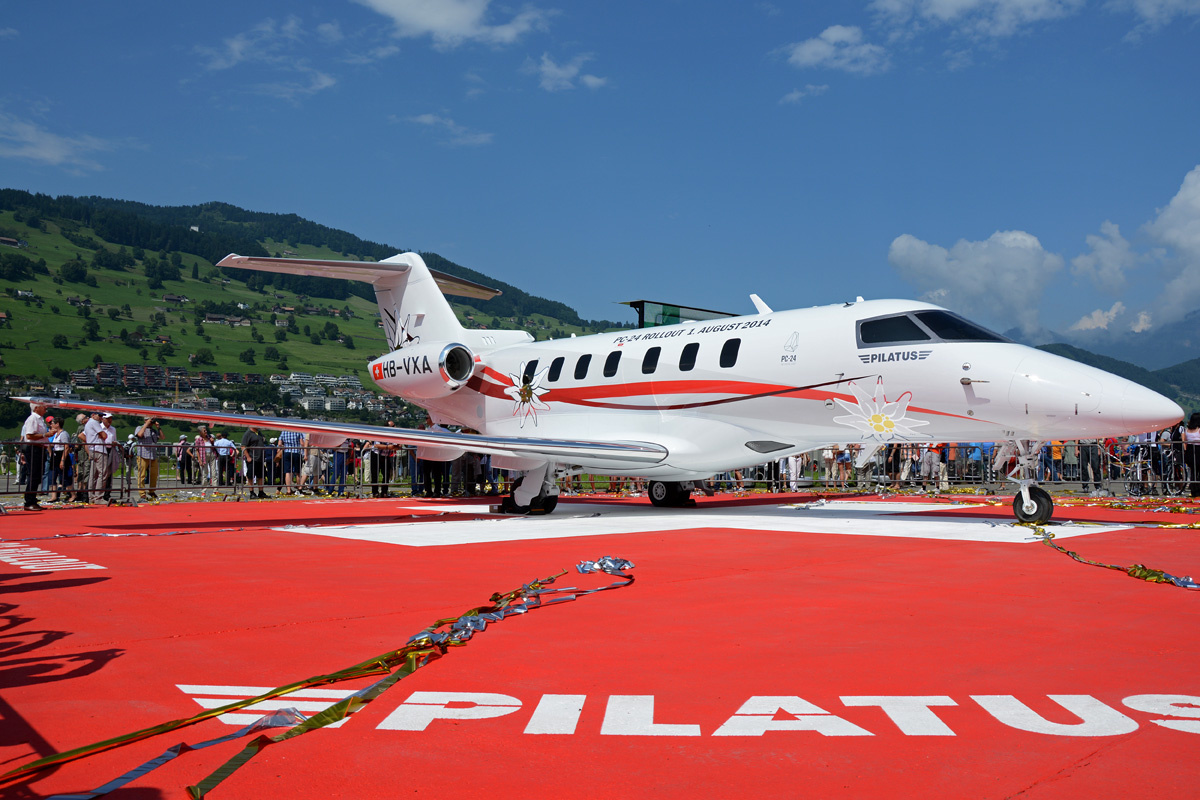
Il prototipo di PC-24 durante la cerimonia di roll-out.

Nel mese di maggio del 2014 la Pilatus ha iniziato a raccogliere gli ordini per il PC-24. La società ha comunicato di aver ricevuto 84 prenotazioni nelle prime 36 ore, con relativi acconti pari a 250.000 dollari statunitensi. Questi ordini rappresentano i primi tre anni di produzione, prevista dal 2017 al 2019, per questa ragione il costruttore si è visto costretto a sospendere le prenotazioni. Il velivolo avrà nel 2017, ovvero una volta che inizieranno le vendite, un prezzo di 8,9 milioni di dollari statunitensi.
Il Royal Flying Doctor Service ha ordinato un PC-24 per svolgere evacuazioni mediche rapide e trasferimenti ospedalieri.
Un esemplare è stato ordinato dalle Forze aeree svizzere, verrà utilizzato come aereo da trasporto del Consiglio federale svizzero.

## Utilizzatori

### Civili
Canada
- Airmedic

1 PC-24 acquistato nel 2021.
 Emirati Arabi Uniti
- Falcon Aviation Services

2 PC-24 ordinati a maggio 2014.
 Lussemburgo
- Jetfly

4 PC-24 ordinati a maggio 2014.
 Stati Uniti
- U-Haul International

2 PC-24 ordinati a maggio 2014.
- PlaneSense

11 PC-24 in servizio al maggio 2023.
- Western Aircraft

 Svizzera
- JoyVida International AG

1 PC-24 ex Forze aeree svizzere ordinato ad ottobre 2022, con consegna prevista per il novembre successivo.
- Premium Jet AG

### Governativi
Australia
- New South Wales Fixed Wing Aeromedical Operations

2 PC-24 ordinati nel 2021, con il primo esemplare consegnato a febbraio 2024.
- Royal Flying Doctor Service

3 PC-24 consegnati e tutti in servizio all'agosto 2019.
 Svezia
- Svenskt Ambulansflyg

6 PC-24 destinati al trasporto medico ordinati nel 2019 con consegne a partire dal 2021.

### Militari
Qatar
- Qatar Emiri Air Force

2 PC-24 ordinati a novembre 2020 (ordine reso noto ad aprile 2021), che saranno impiegati sia per l'addestramento, sia per il trasporto VIP.
 Svizzera
- Forze aeree svizzere

1 PC-24 ordinato nel 2014 e consegnato a febbraio 2019, che verrà utilizzato per il trasporto VIP. Ceduto alla compagnia civile JoyVida International AG ad ottobre 2022, con consegna il novembre successivo.